# Test (album Testu)
Test – jedyny album polskiego zespołu hardrockowego Test, wydany przez Pronit w 1974 roku. Okładkę zaprojektował Andrzej Dudziński.
Album uważany jest za pierwszą hardrockową płytę w Polsce. Połączenie ciężkiego brzmienia gitary Dariusza Kozakiewicza z dynamiczną sekcją rytmiczną, czyli grą perkusisty Henryka Tomali i motorycznym basem Tadeusza Kłoczewiaka oraz przenikliwym wokalem Wojciecha Gąssowskiego o kilka lat wyprzedzało w Polsce epokę Muzyki Młodej Generacji.
Trzy utwory pochodzące z albumu ukazały się jako single: „Przygoda bez miłości”, „Płyń pod prąd” i „W pogoni dnia”. Jedyna reedycja albumu na CD pochodzi z 1992 roku i zawiera dodatkowo pięć nagrań radiowych z lat 1972–1973, w tym covery utworów autorstwa brytyjskich grup Skin Alley i Deep Purple.
Cover utworu „Przygoda bez miłości” nagrał w 1995 zespół Emigranci.

## Lista utworów
Wydanie oryginalne:
Strona A
| 1. | „Płyń pod prąd” | 3:11  |
|    |                 |       |
| 2. | „Inna jest noc” | 3:15  |
|    |                 |       |
| 3. | „Testament”     | 4:43  |
|    |                 |       |
| 4. | „Zguba”         | 3:13  |
|    |                 |       |
| 5. | „W pogoni dnia” | 4:30  |
|    |                 |       |
|    |                 | 18:52 |
|    |                 |       |
Strona B
| 1. | „Gdy gaśnie w nas płomień” | 2:24  |
|    |                            |       |
| 2. | „Śnij o mnie”              | 3:10  |
|    |                            |       |
| 3. | „Matylda”                  | 2:19  |
|    |                            |       |
| 4. | „Licz na siebie sam”       | 4:54  |
|    |                            |       |
| 5. | „Droga przez sen”          | 3:49  |
|    |                            |       |
| 6. | „Przygoda bez miłości”     | 2:31  |
|    |                            |       |
|    |                            | 19:07 |
|    |                            |       |
Reedycja 1992:
| 1.  | „Wybij sobie z głowy”      | 3:56    |
|     |                            |         |
| 2.  | „Po horyzontu kres”        | 5:37    |
|     |                            |         |
| 3.  | „Żółw na Galapagos”        | 3:34    |
|     |                            |         |
| 4.  | „Livin' in Sin”            | 4:43    |
|     |                            |         |
| 5.  | „Smoke on the Water”       | 5:40    |
|     |                            |         |
| 6.  | „Płyń pod prąd”            | 3:15    |
|     |                            |         |
| 7.  | „Inna jest noc”            | 3:18    |
|     |                            |         |
| 8.  | „Testament”                | 4:48    |
|     |                            |         |
| 9.  | „Zguba”                    | 3:14    |
|     |                            |         |
| 10. | „W pogoni dnia”            | 4:33    |
|     |                            |         |
| 11. | „Gdy gaśnie w nas płomień” | 2:28    |
|     |                            |         |
| 12. | „Śnij o mnie”              | 3:12    |
|     |                            |         |
| 13. | „Matylda”                  | 2:23    |
|     |                            |         |
| 14. | „Licz na siebie sam”       | 4:50    |
|     |                            |         |
| 15. | „Droga przez sen”          | 3:51    |
|     |                            |         |
| 16. | „Przygoda bez miłości”     | 2:34    |
|     |                            |         |
|     |                            | 1:01:56 |
|     |                            |         |
Utwory 1–3 zostały zarejestrowane w studiu S-1 PRiTV w 1972. Utwory 4–5 zostały zarejestrowane w studiu M-1 PRiTV w 1973.

## Twórcy

### Skład zespołu
- Wojciech Gąssowski – śpiew
- Dariusz Kozakiewicz – gitara
- Tadeusz Kłoczewiak – gitara basowa (utwory 6–16)
- Bogdan Gorbaczyński – gitara basowa (1–5)
- Henryk Tomala – perkusja (6–16)
- Ryszard Gromek – perkusja (1–5)
- Aleksander Michalski – saksofon tenorowy i barytonowy, flet
- Krzysztof Sadowski – organy (8, 9, 15)
- Andrzej Mikołajczak – organy (1–5)
- Zbigniew Piszczyk – pianino (15)
- Wojciech Bolimowski – skrzypce (15)
- Wojciech Bruślik – kontrabas (12)

### Personel techniczny
- Wojciech Piętowski – reżyser nagrania
- Halina Jastrzębska – operator dźwięku